# 京都市立嵯峨中学校
京都市立嵯峨中学校（きょうとしりつ さが ちゅうがっこう）は、京都府京都市右京区嵯峨新宮町にある公立中学校。

## 沿革
- 1968年（昭和43年） - 京都市立蜂ヶ岡中学校分校として開校。
- 1969年（昭和44年） - 校名を京都市立嵯峨中学校と改名し独立開校[1]。

## 著名な学校関係者
卒業生
- 大八木淳史[2] - 元ラグビー選手
- 吉岡里帆[3] - 女優
- 鳴滝翔月 - 力士
- 細川凌平 - 野球選手
- 赤沼淳平 - 野球選手
- 十文字幻斎[3] - 奇術師

教職員
- 田本博子 - 元ソフトボール選手、2000年シドニーオリンピックソフトボール銀メダリスト。

## 通学区域が隣接している学校
- 京都市立宕陰小中学校
- 京都市立京都京北小中学校
- 京都市立双ヶ丘中学校
- 京都市立蜂ヶ岡中学校
- 京都市立梅津中学校
- 京都市立松尾中学校
- 亀岡市立亀岡中学校